# Le Moine inquiétant
Pour plus de détails, voir Fiche technique et Distribution.
Le Moine inquiétant (Der unheimliche Mönch) est un film allemand réalisé par Harald Reinl, sorti en 1965.

## Synopsis
Sur le point de mourir, le vieux châtelain de Darkwood signe son testament. Il prévoit sa fille Patricia comme héritière de la propriété qui sert de pensionnat de jeunes filles, et sa petite-fille Gwendolin hérite des actifs restants. Mais Richard, le fils aîné, qui se retrouve déshérité, s'empare du document. En l'absence de testament, l'héritage est ainsi réparti à parts égales entre les enfants. Richard demande à son frère William, sa sœur Patricia et son fils Ronny, une procuration générale qui lui attribue la totalité des actifs, à l'exception de 10% pour chacun des frères et des sœurs. Sinon il révèle le testament et personne ne recevra de parts.
Patricia, soucieuse de protéger sa fille, les invite à venir au château. Elle fait appel aussi à Scotland Yard, car autour du château de Darkwood il y aurait un homme qui se cache derrière le costume d'un moine portant un capuchon. Ce n'est qu'après l'assassinat d'un inspecteur près du château que Sir John s'intéresse à l'affaire, mais il faut encore le meurtre d'une jeune fille pour que Sir John et l'inspecteur Bratt puissent procéder à des auditions. Les évènements se multiplient : d'autres jeunes filles disparaissent ou sont retrouvées mortes, on exige une enquête rapide de la part de Scotland Yard.
L'inspecteur Bratt réussit à mettre la main sur le moine. Mais dans une cave sombre, le moine parvient à lui échapper, mais se fait tirer dessus. Le moine fuit en voiture et sème le policier. Bratt parvient à se libérer et donne la chasse dans une voiture de police. Gwendolin est enlevée et emmenée dans une belle villa. Le moine lui dit posséder la preuve de l'innocence de son père qui est en prison pour homicide. Mais Richard entre dans la maison et tente de faire chanter la jeune fille.
Le moine revient dans la maison et fait écouter une bande magnétique dans laquelle Richard avoue que le père de Gwendolin a été envoyé en prison à cause de ses frères. Puis il tue Richard, même si celui-ci n'est que grièvement blessé sur le moment. L'inspecteur Bratt se précipite dans la maison, mais le moine s'effondre mort. Au moment d'enlever le masque, c'est une grande surprise, car chacun a son idée de qui il peut être. Personne n'a cru que ce moine inquiétant était Smith, le majordome du château !

## Fiche technique
- Titre : Der unheimliche Mönch
- Titre français : Le Moine inquiétant ou Le Moine au masque noir[1]
- Réalisation : Harald Reinl, assisté de Charles Wakefield
- Scénario : Jochen Joachim Bartsch (de), Fred Denger
- Musique : Peter Thomas
- Direction artistique : Walter Kutz, Wilhelm Vorwerg
- Costumes : Irms Pauli
- Photographie : Ernst W. Kalinke
- Son : Clemens Tütsch
- Montage : Jutta Hering
- Production : Horst Wendlandt, Preben Philipsen
- Sociétés de production : Rialto Film
- Société de distribution : Constantin Film
- Pays d'origine :  Allemagne de l'Ouest
- Langue : allemand
- Format : Noir et blanc - 1,66:1 - Mono - 35 mm
- Genre : Policier
- Durée : 82 minutes
- Dates de sortie :
  -  Allemagne de l'Ouest : 17 décembre 1965.

## Distribution
- Karin Dor : Gwendolin
- Harald Leipnitz : Inspecteur Bratt
- Siegfried Lowitz : Sir Richard
- Siegfried Schürenberg : Sir John
- Ilse Steppat : Lady Patricia
- Dieter Eppler : Sir William
- Hartmut Reck : Ronny
- Eddi Arent : Smith
- Kurt Waitzmann : Sergent Cunning
- Rudolf Schündler : Alfons Short
- Kurd Pieritz : Monsieur d'Arol
- Uta Levka : Lola
- Dunja Rajter (de) : Dolores
- Susanne Hsiao (de) : Mai Ling
- Uschi Glas : Mary
- Erik Radolf (de) : Diener
- Wilhelm Vorwerg : Notar
- Walter Echtz  : Le moine double

## Autour du film
Il s'agit de la vingt-quatrième adaptation allemande d'un livre d'Edgar Wallace, en l'occurrence du roman The Terror, le dernier en noir et en blanc.
Harald G. Petersson écrit un premier scénario qui est repris par Jochen Joachim Bartsch et Fred Denger.
Au départ, le réalisateur prévu est Harald Philipp. Mais c'est à Harald Reinl que revient le projet.
Le film est tourné du 6 octobre au 17 novembre 1965 au château de Glienicke (Berlin-Ouest), au château de Hastenbeck, au moulin de Hittfeld (Basse-Saxe), à Hambourg et à Londres. Les plans intérieurs sont tournés du CCC-Film à Berlin.